# Glory 6: Istanbul
Glory 6: Istanbul foi um evento de kickboxing promovido pelo Glory, ocorrido em 6 de abril de 2013 na Ülker Arena em Istambul, Turquia. Esse evento contou lutas não válidas pelo torneio.

## Resultados
- Gökhan Saki derrotou Daniel Ghiță por nocaute (socos) no segundo round
- Mourad Bouzidi derrotou Fabiano Cyclone por nocaute técnico (lesão) no segundo round
- Filip Verlinden derrotou Lucian Danilencu por decisão
- Marc de Bonte derrotou L'houcine Aussie Ouzgni por nocaute (joelhada) no primeiro round
- Nieky Holzken derrotou Karim Ghajji por nocaute técnico (corte) no round extra
- Andy Ristie derrotou Allessandro Campagna por decisão
- Joseph Valtelini derrotou Murat Direkci por nocaute técnico (toalha) no terceiro round
- Max Baumert derrotou Ismail Uzuner por nocaute (chute na cabeça) no primeiro round
- Dong Su Kim derrotou Naoki Yasuda por decisão
- Jahfarr Wilnis derrotou Oguz Ovguer por nocaute técnico no terceiro round